# Solace (Rüfüs Du Sol)
Solace è il terzo album in studio del gruppo musicale australiano Rüfüs Du Sol, pubblicato nel 2018.

## Tracce
1. Treat You Better – 4:33
2. Eyes – 3:50
3. New Sky – 5:27
4. Lost in My Mind – 4:22
5. No Place – 3:58
6. All I've Got – 3:43
7. Underwater – 5:49
8. Solace – 3:37
9. Another Life – 6:40

## Premi
Il disco è stato premiato come "Best Dance Release" agli ARIA Music Awards 2019, dove ha ricevuto anche le candidature nelle categorie "Album of the Year" e "Best Group".
Nell'ambito dei Grammy Awards 2020 il disco ha ricevuto la candidatura nella categoria "miglior album dance/elettronico".